# Mad Mike
Pour les articles homonymes, voir Banks.
Mad Mike, de son vrai nom Michael Anthony Banks (né en 1961), aussi surnommé Mad Mike Banks, est un compositeur et producteur américain de techno de Détroit. Il est l'un des créateurs — avec Jeff Mills, Robert Hood et Darwin Hall — du label Underground Resistance. 
Il est connu pour son indépendance d'esprit et son goût de l'anonymat. Il a coproduit et composé de nombreux morceaux sur les labels Underground Resistance, Los Hermanos, Red Planet et Submerge Recordings. Il a produit entre autres sous les noms de The Martian, Members of the House, Galaxy 2 Galaxy, et L'Homme Van Renn. Ses racines musicales s'ancrent aussi bien dans le gospel et le funk que dans la musique de Kraftwerk ou Jaco Pastorius. En 1992, il fonde avec Christa Robinson l'entreprise Submerge, organisme de distribution dédié aux labels indépendants de musique électronique de Détroit.

## Biographie
Mad Mike Banks est né en 1961, et vit à Détroit, dans le Michigan, et est un ancien musicien de studio (basse, guitare), ayant joué avec Parliament/Funkadelic entre autres. Il travaille dans la seconde moitié des années 1980 avec le collectif Members of the House, publiant plusieurs singles de 12 pouces. Banks et Mills fondent le label Underground Resistance à la fin des années 1980, et le duo, ainsi que Robert Hood, produisent la plupart des premières sorties du label. Après le départ de Hood et Mills d'Underground Resistance, Banks dirige le label lui-même, sortant des morceaux de groupes tels que Drexciya et Sean Deason, en plus de ses propres productions.
Il est également cofondateur et copropriétaire avec Christa Robinson de Submerge depuis 1992. Submerge, ainsi que Underground Resistance, est un label discographique indépendant qui distribue la techno de Détroit dans le monde entier.
Parmi les premières influences de Banks, on trouve Derrick May, Juan Atkins et Marshall Jefferson ; son travail ultérieur montre son intérêt croissant pour l'acid house et la musique industrielle. Banks s'en tient strictement à une éthique de l'underground et refuse d'être photographié en public dans le cadre de cette éthique. Ses sorties traitent souvent d'éléments de commentaires politiques et sociaux, ce qui fait de lui une figure controversée de la scène musicale électronique de Détroit. Banks cesse de donner des concerts à la fin des années 1990 en raison de problèmes persistants liés au passage d'équipements électroniques aux douanes, mais il recommence à donner des concerts au milieu des années 2000. 

## Discographie
- 1987 : Members of the House - Keep Believin'
- 1988 : Members of the House - Share this House
- 1990 : Underground Resistance - Your Time Is Up, Direct Me
- 1991 : X-101 - Sonic Destroyer
- 1991 : Underground Resistance - Waveform EP
- 1991 : Underground Resistance - Nation 2 Nation
- 1991 : Members of the House - Reach Out for the Love, These Are My People
- 1992 : X-102 - Discovers the Rings of Saturn (Tresor)
- 1992 : Underground Resistance - Acid Rain II ; Belgian Resistance ; Kamikaze ; Message to the Majors ; The Seawolf ; Piranha ; Death Star ; Happy Trax No. 1
- 1992 : Underground Resistance - World 2 World
- 1992 : Underground Resistance - Revolution For Change
- 1992 : The Martian - Meet the Red Planet (1992)
- 1992 : Davina - Don't You Want It (1992)
- 1993 : Galaxy 2 Galaxy - Galaxy 2 Galaxy (double-maxi comportant les morceaux Hi-Tech Jazz (The Science), Hi-Tech Jazz (The Elements), Journey of the Dragons, Star Sailing, Astral Apache, Deep Space 9, Rhythm Of Infinity, Metamorphosis)
- 1993 : The Martian - Cosmic Movement / Star Dancer (Red Planet)
- 1993 : The Martian - Journey to the Martian Polar Cap (Red Planet)
- 1993 : The Martian - Sex In Zero Gravity (Red Planet)
- 1994 : The Martian - The Long Winter of Mars (Red Planet)
- 1994 : Members of the House - Party of the Year
- 1995 : The Martian - Ghostdancer
- 1995 : L'Homme Van Renn - The (Real) Love Thang
- 1996 : The Martian - Firekeeper / Vortexual Conceptions
- 1996 : The Martian - Particle Shower / The Voice of Grandmother
- 1996 : L'Homme Van Renn - Luv + Affection
- 1997 : UR - The Hostile / Ambush
- 1997 : UR - Codebreaker
- 1997 : UR - Radioactive Rhythms
- 1997 : UR - The Turning Point
- 2001 : UR - Millennium to Millennium
- 2002 : UR - Inspiration / Transition
- 2002 : UR - Illuminator
- 2002 : UR - The Analog Assassin
- 2003 : UR - Actuator
- 2003 : The Martian - Pipecarrier
- 2004 : The Martian - Tobacco Ties / Spacewalker
- 2004 : Perception and Mad Mike - Windchime (Underground Resistance)
- 2004 : UR - My Ya Ya
- 2004 : The Martian - The Last Stand EP
- 2005 : UR Presents Galaxy 2 Galaxy - A Hi-Tech Jazz Compilation
- 2005 : Mad Mike - Scalper (Underground Resistance)
- 2006 : Mad Mike - Attack of the Sonic Samurai (Somewhere In Detroit)
- 2006 : Underground Resistance - Interstellar Fugitives
- 2006 : 040 - Never (Underground Resistance)
- 2007 : Mad Mike - Hi-Tech Dreams / Lo-Tech Reality (Underground Resistance)
- 2008 : X-102 - Rediscovers the Rings of Saturn (Tresor)